# Susannah Grant
Susannah Rawson Grant (New York, 4 januari 1963) is een Oscargenomineerde Amerikaanse film- en televisieregisseur, scenarioschrijver en filmproducent.
Haar vader is dokter en haar moeder is leerkracht. Ze groeide op in Englewood, samen met haar drie zussen en een broer. Ze is getrouwd met Chris Henrikson.

## Filmografie

### Regisseur
- Catch and Release (2006)
- Party of Five (TV) (1994)

### Scenarioschrijver
- Unbelievable (2019)
- The 5th Wave (2016)
- Charlotte's Web (2006)
- Catch and Release (2006)
- In Her Shoes (2005)
- Erin Brockovich (2000)
- 28 Days (2000)
- Ever After (1998)
- Pocahontas (1995)
- Party of Five (TV) (1994)

### Producer
- Party of Five (TV) (1994)

## Prijzen en nominaties
- 2001 - Oscar
  - Genomineerd: Beste script (Erin Brockovich)
- 2001 - BAFTA Award
  - Genomineerd: Beste script (Erin Brockovich)
- 2001 - Edgar
  - Genomineerd: Beste film (Erin Brockovich)
- 2000 - Sierra Award
  - Gewonnen: Beste script (Erin Brockovich)
- 2001 - Golden Satellite Award
  - Genomineerd - Beste script
- 2001 - WGA Award
  - Genomineerd: Beste script (Erin Brockovich)